# Shin Jea-hwan
Shin Jea-hwan (hangul: 신재환; 3 de março de 1998) é um ginasta artístico sul-coreano, campeão olímpico.

## Carreira
Jea-hwan participou dos Jogos Olímpicos de Verão de 2020 em Tóquio, onde participou da prova de salto masculino, conquistando a medalha de ouro após finalizar a série com 14.783 pontos.